# BAE173
BAE173 (Koreaans: 비 에 이이 173) is een Zuid-Koreaanse jongensgroep samengesteld door Pocketdol Studio (een dochteronderneming van MBK Entertainment) in 2020. De groep debuteerde op 19 november 2020 met hun eerste mini-album Intersection: Spark. De groep bestaat uit 9 leden: J-min, Hangyul, Yoojun, Muzin, Junseo, Youngseo, Doha, Bit en Dohyon. Junseo is de leider van BAE173.

## Naam
De naam BAE173 komt van "Before Anyone Else" de nummers 173 staan voor 1 als het nummer voor perfectie en 73 als een perfect geluksgetal. De groepsnaam wordt uitgesproken door elke letter uit te spreken en vervolgens de cijfers 1, 7, 3.

## Geschiedenis
Voor het debuut
Voorafgaand aan het debuut namen Hangyul en Dohyon deel aan Produce X 101, waar ze allebei in de laatste line-up eindigden en debuteerden met de groep X1. Toen X1 uit elkaar ging, gingen Hangyul en Dohyon verder als duo, H&D, in april 2020.
Vanaf 5 september 2020 werden de leden van de nieuwe band elk om de beurt bekendgemaakt. Nadat alle leden waren genoemd, werd de groepsnaam BAE173 onthuld.
2020 tot heden
BAE173 bracht op 19 november 2020 hun debuut-EP Intersection: Spark uit, met het titelnummer Crush on U. De groep hield een online showcase die gelijktijdig werd uitgezonden op Vlive en YouTube. Hun debuutmuziekvideo voor Crush on U werd in zes dagen tijd 10 miljoen keer bekeken.
Op 29 november bracht de groep een vervolgtrack uit voor fans met de titel '모두 너야' (Every Little Thing is You). De track werd geschreven door Dohyon.

## Leden
De groep bestaat uit negen leden, gerangschikt op leeftijd:
- Jeon Min-wook, artiestennaam: J-Min (Hangul: 제이민), geboren op 16 oktober 1999. Positie: rapper, zanger, danser.
- Lee Han-gyul, artiestennaam: Hangyul (Hangul: 한결), geboren op 7 december 1999. Positie: hoofddanser, zanger.
- Jung Gun, artiestennaam: Yoojun (Hangul: 유준), geboren op 22 december 2000. Positie: zanger, danser.
- Kim Hyun-woo, artiestennaam: Muzin (Hangul: 무진), geboren op 29 maart 2001. Positie: hoofddanser, rapper.
- Park Jun-seo, artiestennaam: Junseo (Hangul: 준서), geboren op 28 december 2001. Positie: leider, danser.
- Ryo Young-seo, artiestennaam: Youngseo (Hangul: 영서), geboren op 13 juni 2002. Positie: hoofdzanger.
- Na Gyu-min, artiestennaam: Doha (Hangul: 도하), geboren op 7 maart 2004. Positie: rapper, zanger.
- Noh Min-jae, artiestennaam: Bit (Hangul: 빛), geboren op 7 september 2004. Positie: zanger.
- Nam Do-hyon, artiestennaam: Dohyon (Hangul: 도현), geboren op 10 november 2004. Positie: rapper.